# Sant Sadurní (el Maset dels Cosins)
Sant Sadurní és una església parroquial al petit nucli del Maset dels Cosins al terme municipal de Castellví de la Marca (Alt Penedès) inclosa a l'Inventari del Patrimoni Arquitectònic de Catalunya. L'església de Sant Sadurní va ser bastida el 1925 com a església parroquial, i es va traslladar l'advocació de Sant Sadurní que ostentava l'antiga parròquia romànica. Ha estat freqüentment reformada. Sant Sadurní té una sola nau amb capelles laterals. La capçalera és rectangular i la coberta a dues vessants, sobre arcs diafragma apuntats i embigat vist. El campanar és de planta quadrada. Al costat de l'església hi ha la rectoria. En conjunt, les característiques formals de l'edifici permeten incloure'l dintre de l'estil historicista neogòtic.